# Glaskupan: La cupola di vetro
Glaskupan: La cupola di vetro è un noir scandinavo svedese del 2025, creato da Camilla Läckberg e reso disponibile su Netflix dal 15 aprile 2025.
La serie composta da sei episodi è ambientata a Granås, una piccola cittadina svedese di fantasia. Ha inizio con l'esperta comportamentalista e criminologa Lejla che fa ritorno dagli Stati Uniti, posto in cui vive e lavora, dopo che il suo padre adottivo, il capo della polizia in pensione Valter, telefona per comunicarle la morte improvvisa della moglie. Il posto dove è cresciuta evoca in lei sentimenti contrastanti, da bambina fu infatti rapita e trattenuta per mesi da uno sconosciuto.